# Príncipe de Brasil

Bandera marítima del Principado de Brasil.

Príncipe de Brasil fue el título oficial del heredero de la Corona de Portugal entre 1645 y 1808. Antes de su creación, el heredero del trono portugués tenía título simplemente de príncipe heredero. El principado fue creado por el rey Juan IV de Portugal a favor de su primogénito el príncipe Teodosio.
Desde el reinado de Juan IV hasta 1743 el título estaba reservado a los herederos varones. El título femenino de la heredera al trono portugués era el de princesa de Beira. La situación cambió en 1734 a consecuencia del nacimiento de la princesa María Francisca, nieta de Juan V de Portugal. El rey reorganiza el sistema de títulos. A partir de entonces, el principado de Brasil pasó a ser atribuido al heredero a la corona, independientemente de su sexo. El título del príncipe de Beira se destinó al heredero del príncipe de Brasil, es decir, segunda línea de sucesión, también independientemente del sexo.
En 1815, la colonia de Brasil fue elevada a la categoría de reino, por lo que el heredero recibió el título de príncipe real del Reino Unido de Portugal, Brasil y Algarve. Tras la independencia de Brasil, el 7 de septiembre de 1822, los herederos al trono portugués comenzaron a usar el título de príncipe real de Portugal o príncipe de Beira. Al otro lado del Atlántico, el título de príncipe o princesa de Brasil fue utilizado en general por todos los miembros de la familia imperial desde el tercero en la línea de sucesión (el presunto heredero al trono de Brasil recibió el título de príncipe imperial, mientras que el segundo en la línea de sucesión se le concedió el título de príncipe de Gran Pará).